# 三国同盟 (1882年)

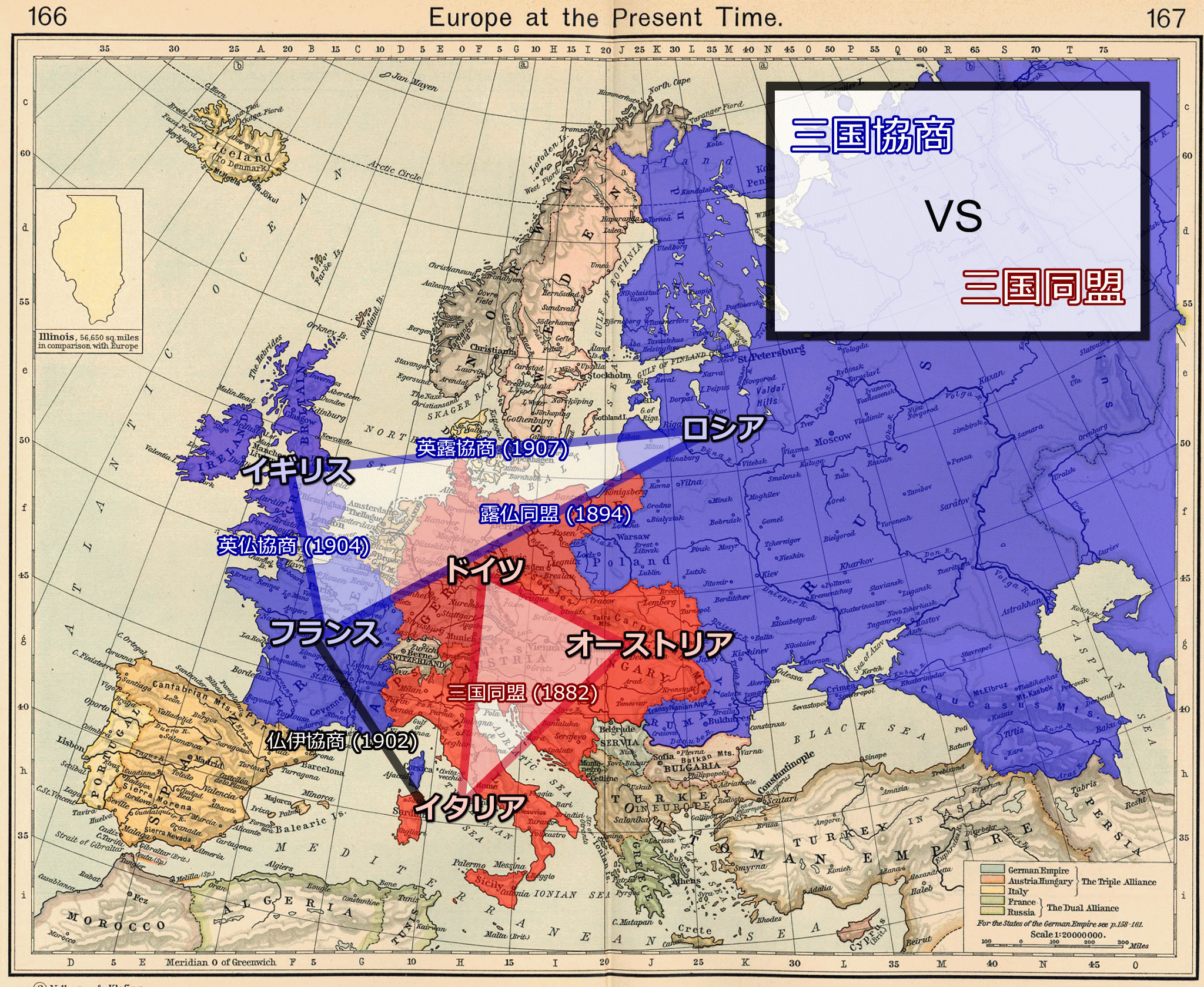
三国同盟（赤）と三国協商（青）

三国同盟（さんごくどうめい、ドイツ語:Dreibund、ハンガリー語:Hármas szövetség、イタリア語:Triplice alleanza）は、ドイツ、オーストリア＝ハンガリー、イタリアによる秘密軍事同盟。独墺伊（三国）同盟ともいう。第一次世界大戦が勃発するまで、英仏と熾烈な利権争いを展開しながら更新された。世界大戦ではドイツ、オーストリアが中央同盟国を形成して、三国協商などによる連合国と戦った。

## 背景と結果
普仏戦争でフランス帝国に勝って成立したドイツ帝国は、フランスを孤立させ，その対独復讐戦争を防止することに外交の目標を置いた。イタリアは1881年のフランスのチュニジア保護国化に反発し、ドイツとオーストリア＝ハンガリーに接近し、1882年5月20日に三国同盟が成立した。
主な内容は、（1）イタリアがフランスから攻撃された際には他の2国が、ドイツがフランスから攻撃をうけた場合にはイタリアが武力援助を行う。（2）オーストリア＝ハンガリーとロシアが開戦した場合は他の2国は好意的中立を守る。（3）締約国の1国ないし2国が攻撃をうけた場合には他の同盟国は被攻撃国を援助する。（4）3国中の1国が開戦する場合には他の2国は好意的中立を維持し，共同戦争の際には単独の休戦はしない。といったもので、同盟の期限は5年とされた。
その後、1887年（第二次同盟）、1891年（第三次同盟）に、更新された。

## 諸国間の関係の推移
1890年のビスマルク辞任後のドイツでは対露関係は重視されず、1890年独露再保障条約更新を拒否する一方で、1891年に三国同盟が12年間という長期の期限で更新される。これに対抗してロシアとフランスは接近し、1894年に露仏同盟が成立した。
三国同盟は1902年6月（第四次同盟），1912年12月（第五次同盟）と更新されたが、この間に英独、仏独間の対立が激化（英独の建艦競争、タンジール事件など）し、対独を意識した英仏協商が1904年に結成された。1904年-1905年の日露戦争を経て、ポーツマス条約によって極東の勢力圏が確定した。一方ヨーロッパでのドイツとの対立が顕著になると、イギリスは同様に近東でドイツの3B政策に脅かされていたロシアに接近し、1907年には英露協商が結ばれた。これにより1907年に英仏露三国協商が成立した。
南下政策の阻止を主目的としていた日英同盟も転用され、日本も1907年に日露協約と日仏協約を結び、三国協商側に立つことになった。これによって山東半島のドイツ膠州湾租借地は孤立した。
「未回収のイタリア」と呼ばれる南ティロル・トリエステなどを巡りオーストリアとの領土問題を抱えていたイタリアは、1902年に仏伊協商をフランスと結び、ドイツがフランスを攻撃する際にはイタリアは参加しないことを約束した。イタリアは三国協商側に接近しつつあったが、1915年4月イギリスとの間にロンドン秘密条約を秘密裏に結び、未回収のイタリアをイタリアに割譲する算段をとりつけた。5月には連合国側に付いてオーストリアに宣戦し、三国同盟は二国同盟となった。